# Хрестоподібний шліц

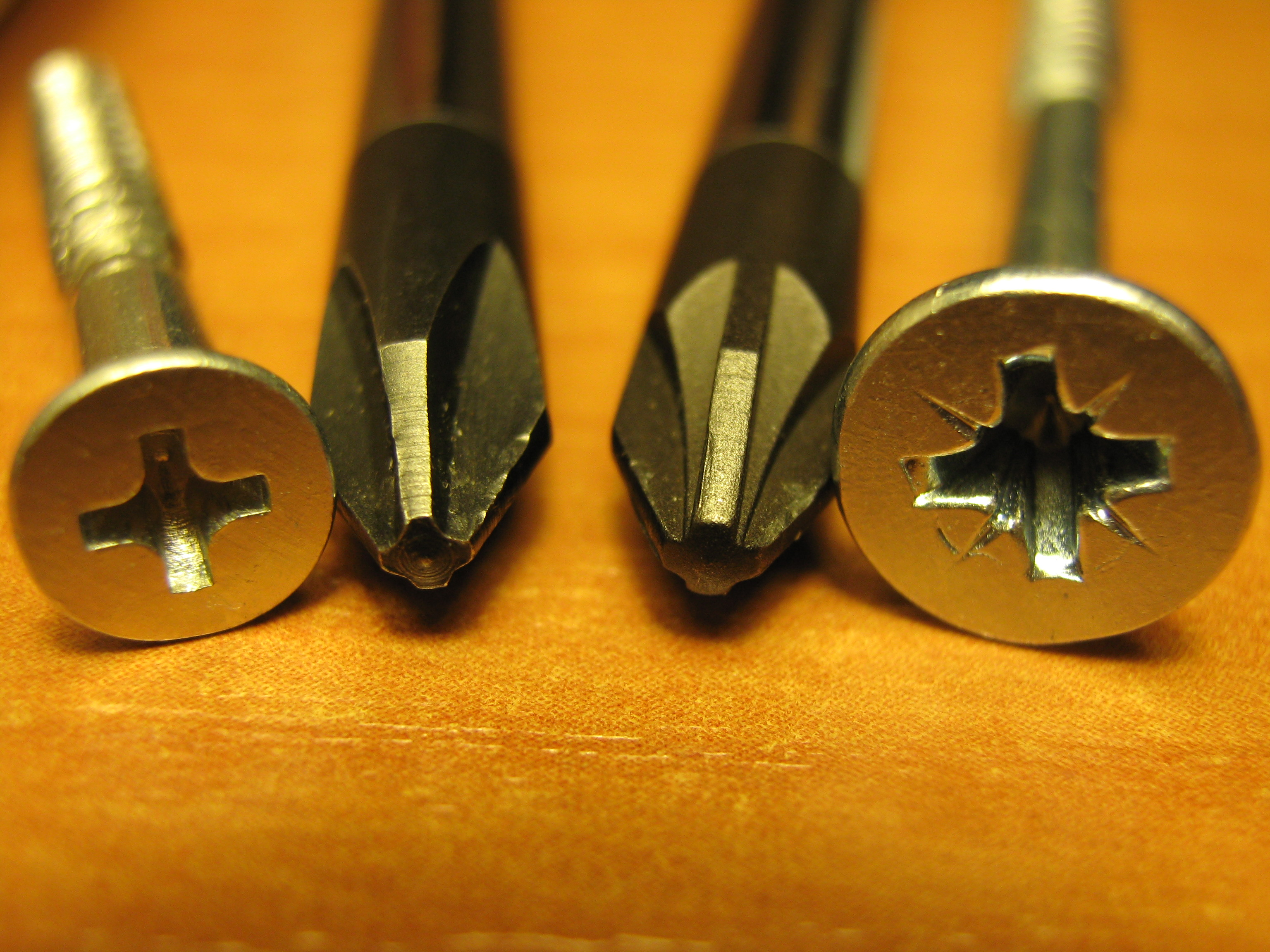
Хрестоподібний шліц:
- ліворуч — шуруп та викрутка Філліпс (PH)
- праворуч — викрутка та шуруп Позідрайв (PZ)

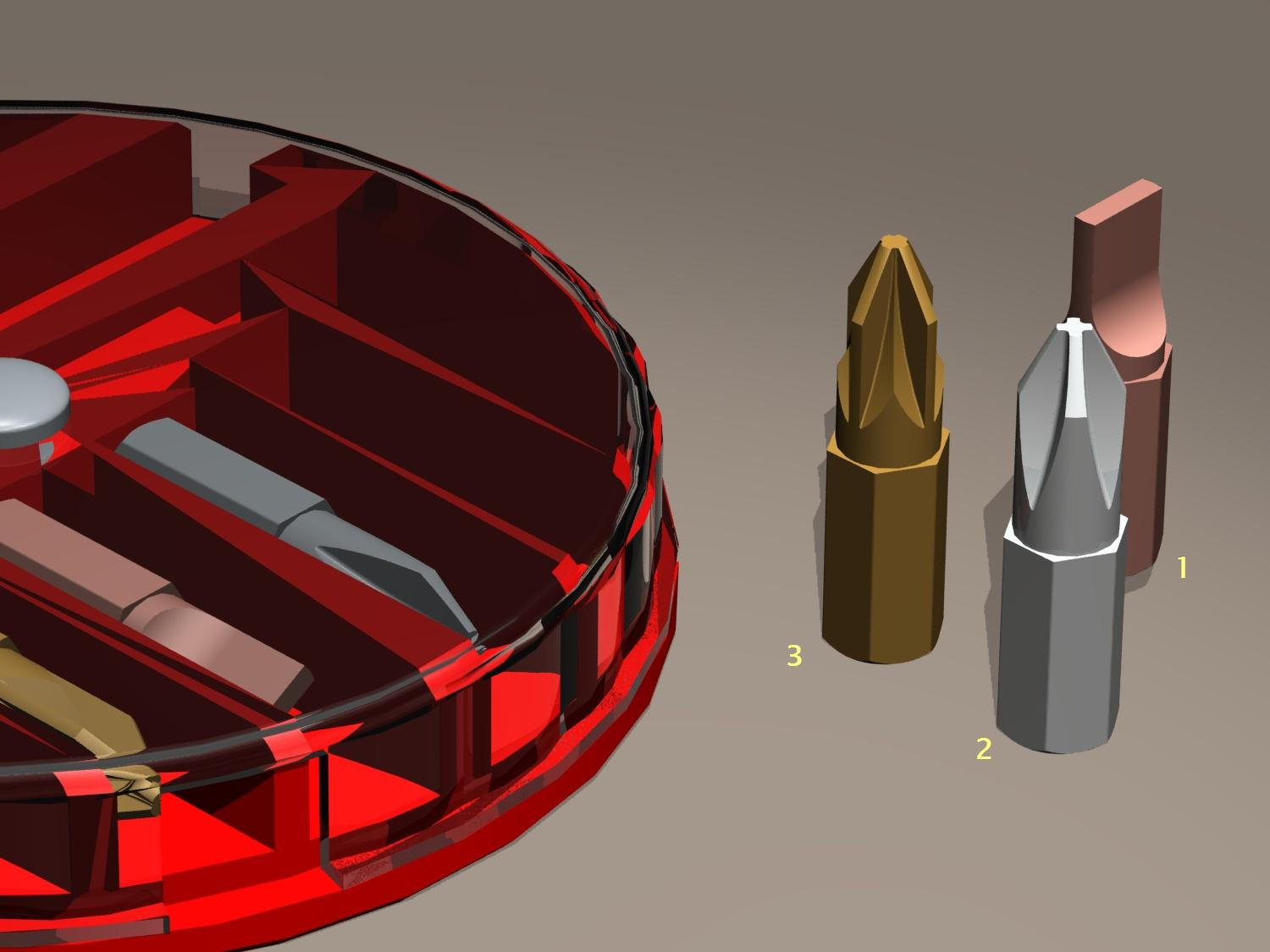
Набір біт: 1 — прямий шліц, 2 — Філліпс, 3 — Позідрайв

Хрестоподібний шліц — поширений вид шліца різьбових кріпильних виробів. Основні різновиди — традиційний Філліпс і більш сучасний Позідрайв.
На відміну від прямого шліца забезпечує центрування та краще утримання леза викрутки.

## Філліпс (PH)
У 1933 році американець Джон Томпсон розробив гвинти, які автоматично центрували лезо, і виштовхують його, коли гвинт затягнутий. Інженер Генрі Філліпс викупив патент Томпсона і заснував компанію Phillips Screw Company. Генрі Філліпс розробив технологію виробництва таких гвинтів, але не зміг впровадити її і в 1937 році передав технологію American Screw Company. Вперше такі гвинти почали використовувати у виробництві «Cadillac», а під час II СВ застосовувати у виробництві військової техніки.
Шліц Філліпс при використанні електричної викрутки (шуруповерта) без регулювання величини крутного моменту виштовхує лезо викрутки з шліца після досягнення граничного значення сили закручування, що зберігає шліц та лезо викрутки від руйнування. Гранична сила визначається силою притискання викрутки.
Викрутки та біти з шліцом Філліпс маркуються як PH х, де х номер шліца: 000 (1,5мм), 00 (2 мм), 0, 1, 2, 3, 4.

## Позідрайв (PZ)
Шліц Позідрайв ((POZIDRIV®) був запатентований Phillips Screw Company в 1966 році і є покращеною версією шліца Філліпс. Відмітною ознакою шліца є тонкі променеподібні лінії як наслідок фрезерування.
Кромки бічних поверхонь шліца Позідрайв паралельні, що дозволяє виконати закручування з меншою силою притискання викрутки. При використанні електричної викрутки необхідне регулювання крутного моменту (наприклад, тріщалки шуруповерта). Відсутність виштовхування також зменшує руйнування шліцового з'єднання.
Шліц Позідрайв істотно глибший за шліц Філліпс. Викрутки та біти з шліцом Позідрайв маркуються як PZ з номером шліца: 0, 1, 2, 3, 4.